# Robinson-Bedingung
Die Robinson-Bedingung ist ein von Joan Robinson im Jahre 1947 entwickeltes wirtschaftstheoretisches Konzept, das die Wirkung einer Wechselkursänderung auf den Saldo der Leistungsbilanz mit Hilfe von Angebots- und Nachfrage-Elastizitäten erklärt. Der hierbei verwendete Ansatz wird als Elastizitätenansatz bezeichnet.

## Annahmen
Die Robinson-Bedingung fußt auf der in den 1920ern entwickelten Marshall-Lerner-Bedingung, stellt jedoch, im Gegensatz zu dieser, einen fast allgemeingültigen Fall dar.

## Herleitung
Die Robinson-Bedingung lässt sich aus der formalen Darstellung des Handelsbilanzsaldos herleiten. Wenn man davon ausgeht, dass Exporte des Inlands in inländischer Währung  und Importe aus dem Ausland in ausländischer Währung fakturiert werden, so stellt sich der Handelsbilanzsaldo wie folgt dar:
{\displaystyle HBS=p_{\text{Ex}}\cdot X_{\text{Ex}}-w\cdot p_{\text{Im}}\cdot X_{\text{Im}}}.
{\displaystyle p_{\text{Ex}}} und {\displaystyle p_{\text{Im}}} seien hierbei die Preise für Ex- bzw. Importgüter, {\displaystyle X_{\text{Ex}}} und {\displaystyle X_{\text{Im}}} die Mengen derselben und {\displaystyle w} der Wechselkurs in Preisnotation. 
Nach mehrfacher totaler Differenziation infolge der Untersuchung von Einzeleffekten auf Export- und Importwerte erhält man die Robinson-Bedingung:
{\displaystyle {\frac {\eta _{\text{Ex}}(1+\varepsilon _{\text{Ex}})}{\varepsilon _{\text{Ex}}+\eta _{\text{Ex}}}}>{\frac {\varepsilon _{\text{Im}}(1-\eta _{\text{Im}})}{\varepsilon _{\text{Im}}+\eta _{\text{Im}}}}}
Hierbei seien {\displaystyle \eta _{\text{Ex}}} und {\displaystyle \eta _{\text{Im}}} die Nachfrageelastizitäten bei Ex- bzw. Import sowie {\displaystyle \varepsilon _{\text{Ex}}} und {\displaystyle \varepsilon _{\text{Im}}} die Angebotselastizitäten bei Ex- bzw. Import.

## Deutung
Ist die Robinson-Bedingung erfüllt, so kommt es infolge einer Wechselkursänderung zu einer Normalreaktion der Leistungsbilanz, das heißt eine Abwertung führt zu einer Verbesserung und eine Aufwertung zu einer Verschlechterung des Leistungsbilanzsaldos. Allgemein lässt sich sagen, dass eine elastische Importnachfrage ({\displaystyle \eta _{\text{Im}}>1}) eine Normalreaktion bewirkt, während eine unelastische Importnachfrage ({\displaystyle \eta _{\text{Im}}<1}) keine Normalreaktion nach sich zieht. 